# Franz Schmidberger
Franz Schmidberger FSSPX (nascido em 19 de outubro de 1946) é um sacerdote católico da Fraternidade Sacerdotal de São Pio X. Exerceu a função de Superior Geral da Fraternidade entre os anos de 1982 e 1994.